# Fire Trails
I Fire Trails sono stati un gruppo heavy metal italiano.

## Storia
Nati nel 2002 per opera dell'ex cantante dei Vanadium Pino Scotto e del chitarrista Steve Angarthal, la formazione è completata da Frank Coppolino (Exilia, Daydream) al basso, Mario Giannini (Node e Beholder) alla batteria e Larsen Premoli (Looking 4 a Name) alle tastiere. Hanno esordito nel mondo discografico nel 2003 con l'album Vanadium Tribute, una rilettura di brani storici dei Vanadium insieme a tre inediti.
Il secondo album risale al 2005 (Third Moon) ed è un concept album che racconta l'evoluzione dell'uomo, le sue sofferenze e tristezze. A causa del distacco dal precedente batterista Lio Mascheroni, l'album presenta alla batteria due ospiti d'eccezione: Mario Riso (R.A.F., Movida) e Tato (Sette Vite).
I Fire Trails si sciolgono ufficialmente alla fine del 2008 per divergenze personali.

## Discografia
- 2003 - Vanadium Tribute
- 2005 - Third Moon

## Formazione
- Pino Scotto - voce
- Steve Angarthal - chitarra
- Frank Coppolino - basso
- Mario Giannini - batteria
- Larsen Premoli - tastiere

### Ex componenti
- Lio Mascheroni - batteria